# Little Murray River (Nymboida River)
Der Little Murray River ist ein Fluss im Nordosten des australischen Bundesstaates New South Wales.

## Geographie
Die Quelle liegt an den Nordosthängen des Barren Mountain in der Cunnawarra Range im Norden des New-England-Nationalparks. Von dort fließt der Fluss durch unbesiedeltes Gebiet zunächst nach Nordosten am Waterfall Way (Verbindungsstraße Armidale–Coffs Harbour) entlang und dann nach Norden. Nach rund 31 Kilometern mündet er an der Südspitze des Nymboi-Binderay-Nationalparks, etwa dreieinhalb Kilometer nordöstlich der Kleinstadt Bostobrick, in den Nymboida River.

### Nebenflüsse mit Mündungshöhen
Der Fluss hat folgende Nebenflüsse:
- Borra Creek – 650 m